# Laguna Belaúnde
La laguna Belaúnde (en quechua: Sulla Qucha), es un depósito natural de agua dulce situada en el distrito ancashino de Chacas, en la zona central de la Cordillera Blanca, a 4650 m s. n. m. Se originó por la desglaciación del nevado Contrahierbas en 1968. Fue rebautizada en honor al expresidente Fernando Belaúnde Terry quien apoyó en la construcción de la carretera Carhuaz-Chacas entre 1979 y 1982 y la constitución de la Provincia de Asunción en 1983.
Es la más pequeña del grupo de tres lagunas que se emplazan en la cuenca del río Potaca. Tiene una coloración verde oscura y uno de los más accesibles de la provincia.